# Golden State Warriors
Golden State Warriors er et amerikansk basketballhold fra San Francisco i Californien, der spiller i NBA-ligaen. Holdet blev stiftet i 1946 som Philadelphia Warriors, men flyttede i 1962 til Californien og San Francisco. Her spillede holdet i 9 sæsoner som San Francisco Warriors inden klubben flyttede til nabobyen Oakland i 1971. Efter 47 sæsoner i Oakland flyttede klubben tilbage til San Francisco, og spillede sin første kamp i Chase center i sæsonen 2019-2020. Holdet har syv gange, i 1947, 1956, 1975, 2015, 2017, 2018 og 2021 vundet NBA-mesterskabet.

## Tidligere navne
- Philadelphia Warriors (1946-1962)
- San Francisco Warriors (1962-1971)

## Titler
- NBA:
  - 1947, 1956, 1975, 2015, 2017, 2018 og 2021.

## Kendte spillere
- Wilt Chamberlain
- Nate Thurmond
- Rick Barry
- Tim Hardaway
- Šarūnas Marčiulionis
- Mitch Richmond
- Chris Webber
- Latrell Sprewell
- Stephen Curry
- Klay Thompson
- Draymond Green
- Kevin Durant
- Chris Paul